# Potentilla rhenana
Potentilla rhenana är en rosväxtart som beskrevs av P. J. Müll. och F. Schultz. Potentilla rhenana ingår i Fingerörtssläktet som ingår i familjen rosväxter. Inga underarter finns listade i Catalogue of Life.